# Asesinato de Cynthia Gastelle
Cynthia Gastelle (Washington D. C., 4 de septiembre de 1961 - Condado de Prince William, Virginia; c. abril de 1980) fue una joven estadounidense víctima de asesinato a los 18 años y que desapareció en Takoma Park (Maryland) el 3 de abril de 1980. Su cadáver fue hallado dos años después, en el Condado de Prince William (Virginia), pero permaneció sin identificar durante 30 años antes de que el cotejo del ADN mitocondrial introducido en la base de datos nacional de ADN proporcionara su identidad.

## Circunstancias del asesinato
Cynthia Gastelle, recién graduada de la escuela secundaria, fue vista por última vez dirigiéndose a una entrevista de trabajo en una tienda de delicatessen en Takoma Park, en el estado de Maryland. Según su hermano Peter Gastelle, había salido de casa sobre las 10:30 horas y se había subido a un autobús de Ride On con destino a Silver Spring. Aunque se suponía que Cynthia Gastelle tenía que ir a dos entrevistas de trabajo, sólo llegó a una de ellas. Gastelle nunca regresó a casa ese día. Ya se había escapado en dos ocasiones y había intentado cambiar de identidad sin éxito, por lo que su familia esperó unos días antes de denunciar su desaparición. Sin embargo, en el momento de su desaparición, su familia no dio indicios de que tuviera problemas.
Los restos óseos de Gastelle fueron encontrados por un excursionista aproximadamente a unos 72 kilómetros de su casa de Takoma Park el 11 de febrero de 1982, en Bull Run Mountain en las inmediaciones de la localidad de Haymarket, en el Condado de Prince William de Virginia. Se encontraban en una propiedad privada en lo que entonces era una zona boscosa aislada, a casi una milla de la Ruta 15. En aquel momento, la tecnología forense no estaba lo suficientemente avanzada como para que los investigadores supieran cómo habían llegado allí los restos no identificados, o si se trataba de un homicidio. Sin embargo, el caso se investiga ahora como homicidio después de que exámenes más recientes de los restos revelaran que la difunta había sufrido heridas consistentes con un apuñalamiento. El esqueleto pertenecía a una joven de 1,55 m y 40 kg y tenía un jersey color crema y pantalones de pana oscuros, características físicas y ropa que podrían haber sido reconocidas por la familia de Gastelle. Sin embargo, el departamento de policía del condado de Prince William no sabía que Gastelle había desaparecido, por lo que nunca se puso en contacto con sus homólogos de Takoma Park.

## Identificación
A lo largo de los años, el padre de Gastelle sería llamado en varias ocasiones para examinar restos y visitar morgues de acuerdo con el testimonio de su hermano Greg Gastelle. Gastelle eventualmente se añadiría a NamUs y la Red Doe, sin embargo, ni sus radiografías dentales o ADN se incluyeron en ambos sitios lo que hizo comparaciones entre ella y difuntos no identificados difícil. En 2001, las pruebas de ADN de la víctima, clasificada como otra "Jane Doe", se introdujeron en la base de datos nacional de ADN. En 2011, se recogieron muestras de ADN de la familia de Gastelle de un caso no relacionado en otro lugar. Ese mismo año, un usuario de Websleuths señaló que Gastelle no estaba en la lista de exclusión de NamUs para la desconocida. La policía de Takoma Park fue contactada en febrero de 2011 para hacer una comparación entre ella y la "Jane Doe" que se inició ese mes de julio. Se reveló en junio de 2012 que se había hecho una coincidencia a través del ADN mitocondrial. La identificación de Gastelle fue precedida por la muerte de su madre Mary en 1993 y su padre Terence en 2001.
Tras la identificación de Gastelle, la investigación se centró en encontrar al asesino. Los detectives manifestaron su intención de hablar con el novio de Gastelle en aquel momento, cuyo nombre de pila era Michael, apodado "Mike" y entonces con 19 o 20 años, pero dejaron claro que no se le considerada sospechoso, aunque quedó como persona de interés. En 2012, los detectives no habían podido localizar a Michael. Los investigadores también trataron de entender cómo los restos de Gastelle terminaron en Virginia, ya que no se sabía que tuviera ningún vínculo con el condado de Prince William. Se cree que Gastelle, que no sabía conducir, no fue allí por su propia voluntad, sino que fue llevada por otra persona. Se desconoce si esto ocurrió antes o después de su muerte.